# Langblättriges Schönschnabelmoos

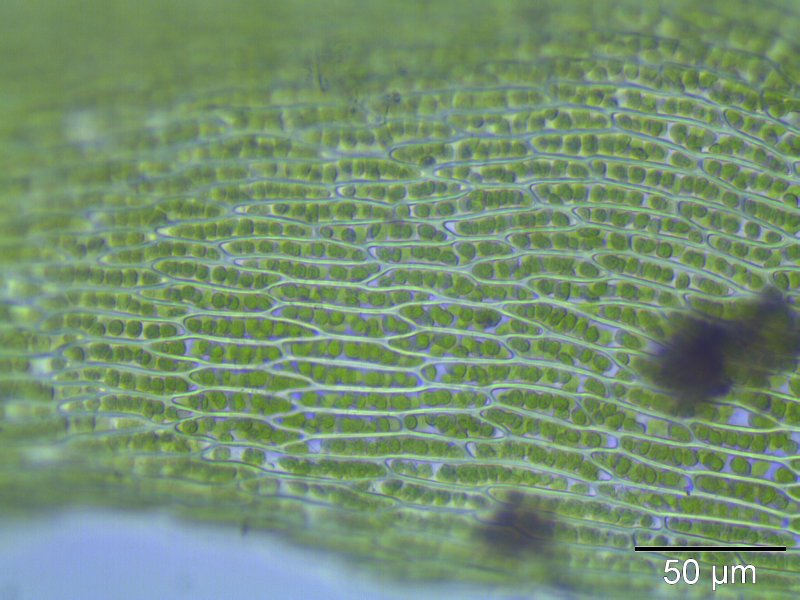
Laminazellen bei 400-facher Vergrößerung

Das Langblättrige Schönschnabelmoos (Kindbergia praelonga, Syn.: Eurhynchium praelongum (Hedw.) Schimp.) ist ein häufiges Waldbodenmoos aus der Familie Brachytheciaceae.

## Merkmale
Oft bildet es große Rasen aus gelbgrünen Pflanzen, die mehr oder weniger regelmäßig einfach gefiedert sind. Die Fiederung kann dabei sowohl locker als auch dicht sein. Die Stämmchen können über 10 cm lang werden, haben normalerweise aber Längen von 5–7 cm.
Stämmchenblätter und Astblätter haben eine unterschiedliche Form: Die Stämmchenblätter sind plötzlich in eine lange Pfriemenspitze ausgezogen. Abgesehen von dieser Spitze sind sie ungefähr so breit wie lang und von der Form her breit dreieckig. Sie laufen ein wenig am Stängel hinab, wodurch der Blattgrund etwas herzförmig ist. Die Astblätter sind dagegen allmählich zugespitzt und von der Form her schmal dreieckig bis lanzettlich.
Der Blattrand ist deutlich gesägt und die Blattrippe reicht bis vor die Spitze des Blattes, wo sie als kleiner Dorn auf der Unterseite des Blattes austritt. Zwischen den Blättern stehen Paraphyllien. Die Blätter stehen sparrig zurückgebogen an den Stängeln.
Die Kapsel ist leicht geneigt bis horizontal und lang geschnäbelt.

## Verbreitung
Das Moos kommt auf der gesamten Nordhemisphäre vor und ist nur in höheren Lagen selten. In Europa ist es weit verbreitet und häufig. Es ist kalkscheu.
Es wächst auf Erde, auf Stein oder auf morschem Holz an feuchten und schattigen Standorten, beispielsweise auf Waldboden oder an Bachrändern. In sehr luftfeuchten Lagen kann es auch Zweige und Äste überziehen.
Da die Art in Maßen tolerant gegen Luft- und Bodenverschmutzung ist und auch auf nährstoffreichen Böden wächst, trifft man sie an passenden Standorten, beispielsweise an sehr schattigen Stellen in Gärten oder Parks bis in die Innenstädte.

## Varietäten
Abgesehen von der oben beschriebenen Nominalvarietät gibt es noch die var. stokesii. Sie ist insgesamt etwas kräftiger gebaut, und dichter und doppelt gefiedert. Hierdurch ähnelt sie etwas dem Tamarisken-Thujamoos (Thuidium tamariscinum).